# آرنه ایلبی
آرنه ایلبی (نروژی: Arne Ileby; ۲ دسامبر ۱۹۱۳ – ۲۵ دسامبر ۱۹۹۹) بازیکن فوتبال اهل نروژ بود.
از باشگاه‌هایی که در آن بازی کرده‌است می‌توان به باشگاه فوتبال فردریکستاد اشاره کرد.
وی همچنین در تیم ملی فوتبال نروژ بازی کرده‌است.